# 4097 Tsurugisan
A 4097 Tsurugisan (ideiglenes jelöléssel 1987 WW) a Naprendszer kisbolygóövében található aszteroida. Tsutomu Seki fedezte fel 1987. november 18-án.